# Holecistokininski antagonist
Holecistokininski antagonist je specifični tip receptorskog antagonista koji blokira receptorska mesta peptidnih hormona holecistokinina.
Postoje dva tipa ovog receptora, definisana kao  i  (ili CCK-1 i CCK-2).  je uglavnom izražen u tankim crevima, i učestvuje u regulaciji enzimske sekrecije pankreasa, sekrecije želudačne kiseline u želudac, intestinalne motilnosti i signalizacije sitosti.  je izražen centralnom nervnom sistemu, i ima funkcije vezane za anksioznost i osećaj bola. Antagonisti CCK receptora mogu da imaju višestruke funkcije u stomaku i mozgu.
Najpoznatiji CCK antagonist je ne-selektivni antagonist proglumid, koji blokira oba receptora:  i , i koji je originalno bio razvijen za lečenje čira na želucu.  blokada u stomaku dovodi do redukcije sekrecije želudačne kiseline. Međutim jedna interesantna nuspojava proglumida je nađena, naime on povećava analgetsko dejstvo opioidnih lekova, i umanjuje razvoj tolerancije. Naknadno je utvrđeno da je to posledica blokade  receptora u mozgu.
Noviji lekovi su selektivni za jedan ili drugi receptor. Selektivni  antagonisti kao što su lorglumid i devazepid su bili razvijeni za lečenje čira na želucu, i ograničavanje razvoja raka creva.

## Literatura
1. ↑  Rehfeld, JF (2004). „Clinical endocrinology and metabolism. Cholecystokinin”. Best practice & research. Clinical endocrinology & metabolism. 18 (4): 569—86. PMID 15533776. doi:10.1016/j.beem.2004.07.002.
2. ↑  González-Puga, C; García-Navarro, A; Escames, G; León, J; López-Cantarero, M; Ros, E; Acuña-Castroviejo, D (2005). „Selective CCK-A but not CCK-B receptor antagonists inhibit HT-29 cell proliferation: synergism with pharmacological levels of melatonin”. Journal of pineal research. 39 (3): 243—50. PMID 16150104. doi:10.1111/j.1600-079X.2005.00239.x.

|  | Molimo Vas, obratite pažnju na važno upozorenje u vezi sa temama iz oblasti medicine (zdravlja). |